# Aeropuerto de Bremerhaven
El Aeropuerto de Bremerhaven (en alemán: Regional Flughafen Bremerhaven, Bremerhaven-Luneort o simplemente Flughafen Bremerhaven) (IATA: BRV, OACI: EDWB) es un aeropuerto regional en Luneort, un distrito de Bremerhaven, Alemania, a 7,6 km (4,7 mn) del centro de la ciudad.  
Bremerhaven es principalmente un emplazamiento privado y destinado al recreo.